# Bacurimí
Bacurimí är en ort i Mexiko.   Den ligger i kommunen Culiacán och delstaten Sinaloa, i den västra delen av landet, 1 000 km nordväst om huvudstaden Mexico City. Bacurimí ligger 36 meter över havet och antalet invånare är 826.
Terrängen runt Bacurimí är platt. Runt Bacurimí är det ganska tätbefolkat, med 155 invånare per kvadratkilometer. Närmaste större samhälle är Culiacán, 6,9 km öster om Bacurimí. Trakten runt Bacurimí består till största delen av jordbruksmark.